# U-106 (1940)
U-106 — большая океанская немецкая подводная лодка типа IX-B, времён Второй мировой войны. Заводской номер 969.
Введена в строй 24 сентября 1940 года. Входила во 2-ю флотилию до 2 августа 1943 года. Совершила 10 боевых походов, потопила 22 судна (138 581 брт), повредила 2 судна (12 634 брт), также 1 военное вспомогательное судно (8 246 брт) и повредила 1 военное судно (31 100 брт). Потоплена 2 августа 1943 года северо-западнее мыса Ортегаль (Испания) бомбами, сброшенными с британского и австралийского самолётов-амфибий, погибло 22 человека, 36 спасено.